# Бейрут (мухафаза)
Бейру́т (араб. محافظة بيروت‎) — одна из мухафаз Ливана.
Административный центр мухафазы — город Бейрут. Площадь мухафазы составляет 19,8 км².

## Районы
Мухафаза  состоит из одного района.